# Brasilianische Basketballnationalmannschaft der Damen
Die brasilianische Basketballnationalmannschaft der Damen ist die Auswahl brasilianischer Basketballspielerinnen, welche die Confederação Brasileira de Basketball auf internationaler Ebene, beispielsweise in Freundschaftsspielen gegen die Auswahlmannschaften anderer nationaler Verbände, aber auch bei internationalen Wettbewerben repräsentiert. Der nationale Verband trat 1935 dem Weltverband Fédération Internationale de Basketball (FIBA) bei. Im September 2024 wurde die Mannschaft als bestes südamerikanisches Team auf dem elften Rang der Weltrangliste der Frauen geführt.
Brasilien wurde 1994 Weltmeister und gewann bei der Weltmeisterschaft 1971 die Bronzemedaille. Bei Olympischen Spielen erreichte das Nationalteam 1996 die Silber- und 2000 die Bronzemedaille, außerdem gewann die Mannschaft bei elf Teilnehmen an Amerikameisterschaften fünfmal den Titel, wurde viermal Zweiter und zweimal Dritter. Bekannteste aktive Spielerin ist Érika de Souza, während Iziane Castro Marques zuletzt aus disziplinarischen Gründen aus dem Olympiakader von 2012 ausgeschlossen worden war. Zu den wichtigsten ehemalige Spielerinnen gehören die Weltmeisterinnen Hortência Marcari, Maria Paula Gonçalves da Silva und Janeth Arcain.

## Internationale Wettbewerbe

### Brasilien bei Weltmeisterschaften
Die Mannschaft konnte qualifizierte sich bisher für 17 der 18 Weltmeisterschaften. Größte Erfolge waren dabei die Bronzemedaille bei der Weltmeisterschaft 1971 sowie der Titelgewinn 1994.
| - 1953: 4. Platz - 1957: 4. Platz - 1959: nicht qualifiziert - 1964: 5. Platz - 1967: 8. Platz - 1971: Bronze - 1975: 6. Platz - 1979: 12. Platz - 1983: 5. Platz | - 1986: 11. Platz - 1990: 10. Platz - 1994: Weltmeister - 1998: 4. Platz - 2002: 7. Platz - 2006: 4. Platz - 2010: 9. Platz - 2014: 11. Platz |

### Brasilien bei Olympischen Spielen
Die Teilnahme an den olympischen Basketballwettbewerbe bei den Sommerspielen 2016 in Rio de Janeiro wird die siebte Beteiligung an den Wettkämpfen sein. Dabei gewann die Mannschaft 1996 im US-amerikanischen Atlanta die Silber- und 2000 im australischen Sydney die Bronzemedaille.
| - 1976: nicht qualifiziert - 1980: nicht qualifiziert - 1984: nicht qualifiziert - 1988: nicht qualifiziert - 1992: 7. Platz - 1996: Silber | - 2000: Bronze - 2004: 4. Platz - 2008: 11. Platz - 2012: 9. Platz - 2016: als Gastgeber qualifiziert |

### Brasilien bei Amerikameisterschaften
Die Mannschaft nahm bisher an elf der zwölf Amerikameisterschaften teil und gewann fünfmal den Titel, viermal die Silbermedaille und platzierte sich zweimal auf dem Bronzerang.
| - 1989: Silber - 1993: Silber - 1995: nicht teilgenommen - 1997: Amerikameister - 1999: Silber - 2001: Amerikameister | - 2003: Amerikameister - 2005: Silber - 2007: Bronze - 2009: Amerikameister - 2011: Amerikameister - 2013: Bronze |

### Brasilien bei Südamerikameisterschaften
Die Mannschaft nahm an 32 der 33 Südamerikameisterschaften teil und gewann dabei 24-mal die Meisterschaft, darunter seit 1986 insgesamt 14-mal in Folge. Außerdem stehen fünf Silber- und zwei Bronzemedaillen sowie als schlechteste Platzierung der vierte Platz 1950 zu Buche.
| - 1946: Bronze - 1948: nicht teilgenommen - 1950: 4. Platz - 1952: Silber - 1954: Südamerikameister - 1956: Bronze - 1958: Südamerikameister - 1960: Silber - 1962: Bronze - 1965: Südamerikameister - 1967: Südamerikameister - 1968: Südamerikameister - 1970: Südamerikameister - 1972: Südamerikameister - 1974: Südamerikameister - 1977: Silber - 1978: Südamerikameister | - 1981: Südamerikameister - 1984: Silber - 1986: Südamerikameister - 1989: Südamerikameister - 1991: Südamerikameister - 1993: Südamerikameister - 1995: Südamerikameister - 1997: Südamerikameister - 1999: Südamerikameister - 2001: Südamerikameister - 2003: Südamerikameister - 2005: Südamerikameister - 2006: Südamerikameister - 2008: Südamerikameister - 2010: Südamerikameister - 2013: Südamerikameister |

### Brasilien bei den Panamerikanischen Spielen
Die Mannschaft Brasiliens erreichte bei drei ihrer 14 Teilnahmen an den Wettbewerben der Panamerikanischen Spiele den Turniersieg (1967, 1971 und 1991). Daneben gewann das Nationalteam je viermal die Silber- und Bronzemedaille.
| - 1955: Bronze - 1959: Silber - 1963: Silber - 1967: Panamerikameister - 1971: Panamerikameister - 1975: 4. Platz - 1979: 4. Platz | - 1983: Bronze - 1987: Silber - 1991: Panamerikameister - 1999: 4. Platz - 2003: Bronze - 2007: Silber - 2011: Bronze |

## Kader
| Spieler | Spieler    | Spieler           | Spieler | Spieler | Spieler  | Spieler               |
| Nr.     | Name       | Geburt            | Größe   | Info    | Einsätze | Verein                |
| ------- | ---------- | ----------------- | ------- | ------- | -------- | --------------------- |
|         |            | Guards (PG, SG)   |         |         |          |                       |
| 4       | Adrianinha | 06.12.1978        | 170     |         |          | América do Recife     |
| 5       | Tainá      | 29.11.1991        | 171     |         |          | América do Recife     |
| 6       | Joice      | 01.04.1993        | 175     |         |          | Corinthians Americana |
| 7       | Palmira    | 20.05.1984        | 174     |         |          | Corinthians Americana |
|         |            | Forwards (SF, PF) |         |         |          |                       |
| 8       | Iziane     | 13.03.1982        | 181     |         |          | Sampaio Basquete      |
| 9       | Isabela    | 23.01.1994        | 179     |         |          | Sampaio Basquete      |
| 10      | Tatiane    | 16.10.1990        | 181     |         |          | América do Recife     |
| 11      | Clarissa   | 10.03.1988        | 183     |         |          | Chicago Sky           |
| 12      | Damiris    | 17.11.1992        | 193     |         |          | Corinthians Americana |
|         |            | Center (C)        |         |         |          |                       |
| 13      | Nádia      | 25.02.1989        | 193     |         |          | Sampaio Basquete      |
| 14      | Érika      | 09.03.1982        | 196     |         |          | Chicago Sky           |
| 15      | Kelly      | 10.11.1979        | 192     |         |          | América do Recife     |

| Trainer   | Trainer         | Trainer          |
| Nat.      | Name            | Position         |
| --------- | --------------- | ---------------- |
| Brasilien | Antonio Barbosa | Cheftrainer      |
| Brasilien | Cristiano Cedra | Trainerassistent |

| Legende               | Legende            |
| Abk.                  | Bedeutung          |
| --------------------- | ------------------ |
| (C)                   | Mannschaftskapitän |
| Quellen               |                    |
| Teamhomepage          |                    |
| Ligahomepage          |                    |
| Stand: 5. August 2016 |                    |

| Legende               | Legende            |
| Abk.                  | Bedeutung          |
| --------------------- | ------------------ |
| (C)                   | Mannschaftskapitän |
| Quellen               |                    |
| Teamhomepage          |                    |
| Ligahomepage          |                    |
| Stand: 5. August 2016 |                    |